# Camille Froidevaux-Metterie
Camille Froidevaux-Metterie (née le 18 novembre 1968 à Paris) est une philosophe, chercheuse et professeure de science politique française.
Ses travaux portent sur les transformations de la condition féminine à l'époque contemporaine, dans une perspective phénoménologique qui place la question du corps au centre de la réflexion. Celle-ci est axée sur la réappropriation par les femmes de leur corps telle qu'elle s'exprime dans les mouvements récents de la lutte féministe portant sur des enjeux liés à l'intime et à la génitalité féminine (affaire Weinstein et mouvement MeToo notamment).

## Biographie
Camille Froidevaux-Metterrie est née en 1968 à Paris. Elle a grandi à Versailles puis à Nevers[réf. nécessaire], élevée par un père architecte et une mère fille de militaire.
Elle est maîtresse de conférences en science politique à l'université Panthéon-Assas de 2002 à 2011. Lorsqu'elle obtient ce poste, elle est enceinte. Le cumul de ces deux responsabilités va influer sur son parcours de chercheuse : ayant expérimenté la difficulté d'un accomplissement simultané au niveau social et intime, elle se reconvertit dans les « problématiques corporelles que les femmes éprouvent au quotidien », un sujet qu'elle estime insuffisamment exploré.
De 2010 à 2015, elle est membre de l'Institut universitaire de France.
Depuis 2011, elle est professeure à l'université de Reims Champagne-Ardenne, où elle a aussi  été chargée de mission Égalité et Diversité,,, de 2018 à 2022[réf. souhaitée].
Elle a d'abord consacré sa carrière de chercheuse à l'étude des relations entre politique et religion dans la sphère occidentale, de sa thèse sur le sociologue allemand Ernst Troeltsch à ses travaux sur la question théologico-politique aux États-Unis.
En 2010, elle opère une conversion thématique pour se consacrer aux mutations contemporaines qui affectent la condition féminine. Elle étudie les conséquences qu'ont eues les conquêtes féministes sur la réorganisation du partage des sphères privée-féminine et publique-masculine, mettant en évidence un phénomène de « désexualisation du monde ». Sur cette base, elle réfléchit au sens que revêt le corps des femmes dans une perspective phénoménologique.
Sous l'angle sociologique, ses recherches ont abouti à une grande enquête auprès des femmes politiques françaises, qui a notamment donné lieu à un docufiction intitulé Dans la jungle. Elle interroge ces femmes, que ce soient des conseillères municipales ou des ministres, sur leur vécu dans les milieux du pouvoir. Dans une approche philosophique, ses recherches ont mené à une série d'articles et à un ouvrage intitulé La révolution du féminin, paru en 2015 chez Gallimard. De 2012 à 2018, elle a vulgarisé ses travaux sur le blog Féminin singulier du site Philosophie magazine. Son expertise sur les questions d'inégalités entre les genres et sur les mouvements féministes est régulièrement sollicitée par les médias français,, ,.
En septembre 2021, elle publie Un corps à soi. Elle inscrit son essai dans la continuité de la philosophie féministe : Simone de Beauvoir et Iris Marion Young. Le livre, écrit à la première personne, mêle expériences personnelles, témoignages et réflexions, retraçant les différentes étapes de la vie d’une femme, de la première échographie à la ménopause, des moments qu'elle nomme des  « nœuds phénoménologiques », parce qu'ils sont autant des étapes physiques que des tournants existentiels et sociaux. Elle développe le concept de « féminisme incarné », à rebours de ce qu'elle estime être un déni du corps dans certaines mouvances féministes,.
Elle travaille sur les sujets de sexe et genre avec son mari, le réalisateur Laurent Metterie, notamment en tant que conseillère des films documentaires Les mâles du siècle (2021), Les Petits Mâles (2023) et La fin des slows (2025).
En 2023, elle publie le fascicule Être féministe, pour quoi faire ?, où elle revient sur sa jeunesse, pose la question de l'effectivité réelle de l'égalité des droits homme / femme, souligne qu'il existe de nouveaux sujets de revendication féministe — congé menstruel, congé pour IVG, congé pour fausse couche, etc. —, et précise quelle devrait être la place des hommes dans le combat féministe,.

### Décoration
- 2017 :  Chevalière de l'ordre national du Mérite[27]

## Thèmes de recherche

### Politique et religion aux États-Unis
Dans Politique et religion aux États-Unis, Camille Froidevaux-Metterie revient sur l'interprétation qui fait des États-Unis une théo-démocratie pour montrer que, tout au long de l'histoire de ce pays, deux forces contradictoires ont alterné : « l'esprit de religion », dont les tenants cherchent à placer le gouvernement civil sous la tutelle des lois chrétiennes, et « l'esprit de laïcité » dont les représentants défendent fermement la neutralité de l'État sur les questions religieuses. La spécificité du cas américain résiderait dans l'existence d'une « religion civile », soit un ensemble de mythes, de références et de symboles reliés à la religion qui constituent autant d'outils à disposition du personnel politique. Ces outils remplissent deux fonctions : nourrir le sentiment de l'unité nationale en mobilisant des éléments du passé fondateur et susciter un mouvement d'adhésion, à un homme ou à une politique, le plus souvent dans un contexte de crise. L'énigme est ainsi résolue : les États-Unis sont un pays constitutionnellement laïque mais empreint de religiosité.

### La Révolution du féminin
Dans La Révolution du féminin, Camille Froidevaux-Metterie montre comment la division entre un domaine féminin de la vie conjugale et familiale et un domaine masculin de la vie civile et politique a traversé l'histoire par-delà la rupture de la pensée démocratique ; dans la première partie, elle analyse les fondements antiques et modernes de cette hiérarchisation sexuée du monde. Ce n'est qu'après le tournant féministe des années 1970 que ce schéma patriarcal commencera à être remis en cause ; la deuxième vague féministe enclenche une dynamique d'égalisation des conditions féminine et masculine synonyme de désexualisation des rôles familiaux et des fonctions sociales. Dans la deuxième partie, Camille Froidevaux-Metterie entreprend de faire la généalogie des trois principales interprétations qui ont été données du féminin, par l'anthropologie, la psychanalyse et la pensée féministe, pour en déduire que les femmes sont toujours définies de l'extérieur d'elles-mêmes, que ce soit par la nature ou par la culture. Ce constat l'amène à proposer, dans la troisième partie, une phénoménologie du féminin. Elle y examine une série de sujets corporels (les règles, la maternité, le souci esthétique) au prisme de l'« expérience vécue ».
Des auteurs ont formulé des critiques de l'ouvrage, comme la sociologue Marie Duru-Bellat, pour laquelle le livre verserait dans une vision normative du « féminin », en ce qu'il tenterait de réhabiliter l'expérience corporelle comme fondement d'une identité féminine, ou l'historienne Anne Verjus qui y voit une réhabilitation de la condition domestique des femmes contradictoire avec les avancées du féminisme. Camille Froidevaux-Metterie a répondu à ces critiques en précisant qu'il s'agissait pour elle de réfléchir à l'émancipation des femmes au prisme de la corporéité, non pas pour les réduire à leur corps mais pour penser celui-ci à travers le double prisme de l'aliénation et de la liberté.

### Le Corps des femmes: la bataille de l'intime
Dans Le Corps des femmes : la bataille de l'intime,, Camille Froidevaux-Metterie montre que, au lendemain du mouvement MeToo, le féminisme étend sa lutte au domaine du corps, dans ses dimensions les plus intimes, dont le génital. Dans l'introduction, elle revient sur les six grands combats qui ont rythmé l'histoire du féminisme tout en se surajoutant les uns aux autres : les batailles du vote, de la procréation, du travail, de la famille, du genre et enfin de l'intime. Elle déclare : « Pendant toutes ces décennies de lutte féministe, le domaine sexuel était resté en dehors du mouvement d'émancipation. Le tournant génital ou sexuel du féminisme consiste à rapatrier les thématiques corporelles, intimes, dans le champ des droits à revendiquer. » Elle cite notamment les revendications pour une baisse de la TVA sur les produits de protection hygiénique, ou pour une représentation du clitoris dans les manuels scolaires.
Et, selon elle, le mouvement MeToo n'est pas une guerre des sexes mais bien plus une volonté de réappropriation du plaisir sexuel, le consentement étant le « fil rouge » de toute relation intime. Elle-même invite à une réflexion pour s'émanciper de toute contrainte, de tout schéma, comme celui où d'un côté les hommes sont actifs et de l'autre les femmes passives : « Il faut en terminer avec ce concept de disponibilité sexuelle des femmes ». De plus, la philosophe estime que, malgré la progression du principe de l'égalité des sexes, une « logique phallocentrée continue de se déployer souterrainement » : elle cite notamment les modes vestimentaires destinées à mettre en valeur l'anatomie des femmes, et qui permettent de « travestir tendancieusement » certaines parties du corps pour « aguicher la gent masculine ». Elle cite aussi les pratiques épilatoires des femmes en vue d'un « idéal du lisse ».
L'ouvrage déroule ensuite une série de chapitres dédiés à des thèmes corporels appréhendés à travers le prisme de l'« expérience vécue » des femmes : le rapport à l'espace et au mouvement, les règles,, la « première fois », le souci esthétique, la non-maternité,, la ménopause,, les seins, les organes génitaux et la question de l'égalité procréative (PMA-GPA).
Concernant les règles, elle rappelle qu'au XVIe siècle, les menstruations étaient désignées par le mot « catimini », qui sera utilisé aussi pour désigner ce qui est dissimulé. Elle pose la question : « Comment a-t-il pu se faire qu’une expérience aussi universelle, aussi banale, aussi nécessaire même dans sa raison d’être physiologique échappe ainsi à toute représentation et à toute considération ? » L'une des raisons est que les publicités sur les protections hygiéniques perpétuent l'idée que les règles doivent rester invisibles pour être socialement acceptées. Selon elle, en prenant le contrôle de leurs règles — que ce soit en redonnant du sens à cette expérience ou en les interrompant par des moyens chimiques — les femmes se libèrent de « millénaires d’asservissement aux rythmes de la nature ». La philosophe y voit « une rupture anthropologique majeure à l’échelle de l’histoire ». Concernant la ménopause, elle estime qu'elle marque au niveau social un passage vers la non-légitimité de la femme à rester un être désirant, un sujet capable de désir, et « les femmes deviennent alors invisibles, aux yeux des hommes comme aux yeux du monde »,,[source insuffisante].

### Un si gros ventre
Dans cet ouvrage, la philosophe aborde le sujet de la grossesse. Elle a passé trois mois à l’hôpital Bichat, à Paris, pour des entretiens avec des femmes enceintes,,.
Elle rappelle que le féminisme matérialiste des années 1970 a assimilé la maternité à une aliénation, et analyse que « c’est pour avoir été définies comme des corps sexuels et maternels que les femmes ont été reléguées dans l’ordre inférieur de la vie privée ». Le Monde indique que dans les années 2000, près de trente ans après les lois sur l’accès à la contraception et à l’avortement en 1967 et 1974, le corps est revenu au centre du projet d'émancipation féministe, avec des combats sur les règles, le plaisir féminin, la grossesse et l'accouchement, et que le livre de la philosophe s'inscrit dans la continuité de ce mouvement. La philosophe parle d'une « séquence maternelle de la bataille de l’intime ».
L'objectif du livre tel qu'annoncé par la philosophe est de « démystifier la gestation », alors qu'elle dit n'avoir pas la moindre « conviction qu’il y aurait une grandeur spécifique de la maternité ». Elle rapporte la parole des femmes enceintes qu'elle a interviewées, qui estiment qu'elles font face à des injonctions très diverses dont celle du bonheur, alors qu'elles peuvent affronter en réalité « la peur, la souffrance, l’ambivalence ». La philosophe déclare à France inter : « je sais qu'il y a des femmes qui n'aiment pas être enceintes, même qui détestent cela. Mais ce qui m'a frappée, c'est quand même la dimension quasi-unanime, a minima, d'une certaine ambivalence. C'est-à-dire que ce que traversent les femmes durant les neuf mois de la gestation, c'est des moments sans doute de joie et de sérénité, mais aussi des moments d'angoisse, d'anxiété, voire des moments franchement de grandes douleurs. » De plus, les femmes interrogées racontent être dans un combat de longue haleine pour ne pas être « dépossédées » de leur corps, car la « médecine patriarcale et brutale » qui a géré grossesses et accouchements à partir de la fin du XIXe siècle se fait encore sentir.

## Publications

### Essais
- Ernst Troeltsch, la religion chrétienne et le monde moderne, PUF, 1999[51], d'après sa thèse soutenue en 1997[52]
- Politique et religion aux États-Unis, Paris, La Découverte, coll. « Repères », 2009, 123 p. (ISBN 978-2-7071-5397-5 et 2707153974, OCLC 312402977, lire en ligne)
- Camille Froidevaux-Metterie (dir.) et Marc Chevrier (dir.), Des femmes et des hommes singuliers : perspectives croisées sur le devenir sexué des individus en démocratie, Paris, Armand Colin, coll. « Recherches », 2014, 256 p. (ISBN 978-2-200-28923-2, présentation en ligne)
- La révolution du féminin, Paris, Gallimard, coll. « Bibliothèque des Sciences humaines », 2015, 384 p. (ISBN 978-2-07-014752-6, présentation en ligne)
- Le corps des femmes : la bataille de l'intime, Philosophie magazine éditeur, 2018, 160 p. (ISBN 978-2-900818-01-5, présentation en ligne)
- Seins : en quête d'une libération, Anamosa, 2020, 224 p. (ISBN 979-1095772873)
- Un corps à soi, Paris, Seuil, 2021, 376 p. (ISBN 9782021448665)
- Un si gros ventre, Paris, Stock, 2023, 240 p. (ISBN 9782234091795)
- Être féministe, pour quoi faire, éditions de la Martinière, coll. « ALT », 2023, 32 p. (ISBN 979-1-0401-1307-2)

### Roman
- Pleine et douce, Paris, Sabine Wespieser, 5 janvier 2023, 224 p. (ISBN 978-2848054674)[53]

### Articles
- « États-Unis : comprendre l'énigme théocratico-laïque », Critique internationale, vol. 36, no 3,‎ 2007, p. 105 (ISSN 1290-7839 et 1777-554X, DOI 10.3917/crii.036.0105, lire en ligne, consulté le 14 décembre 2018)
- « Naissance de la femme contemporaine », Le Débat, vol. 157, no 5,‎ 2009, p. 158 (ISSN 0246-2346 et 2111-4587, DOI 10.3917/deba.157.0158, lire en ligne, consulté le 14 décembre 2018)
- « Pouvoir et religion : vers une nouvelle ère laïque ? », Revue internationale et stratégique, vol. 76, no 4,‎ 2009, p. 135 (ISSN 1287-1672 et 2104-3876, DOI 10.3917/ris.076.0135, lire en ligne, consulté le 14 décembre 2018)
- « L'expérience du féminin : le corps, soi et les autres », Études, 2012/9 (Tome 417), p. 187-197, [lire en ligne]
- « La beauté féminine, un projet de coïncidence à soi », Le Philosophoire, vol. 38, no 2,‎ 2012, p. 119 (ISSN 1283-7091 et 1968-3839, DOI 10.3917/phoir.038.0119, lire en ligne, consulté le 14 décembre 2018)
- « Réinvention du féminin », Le Débat, vol. 174, no 2,‎ 2013, p. 95 (ISSN 0246-2346 et 2111-4587, DOI 10.3917/deba.174.0095, lire en ligne, consulté le 14 décembre 2018)
- « Les femmes et le politique », dans Eric Savarese, Christophe Roux (dir.), Science politique, Bruylant, 2017 (ISBN 9782390132165), p. 221
- « Qu'est-ce que le féminisme phénoménologique ? », Cités, vol. 73, no 1,‎ 2018, p. 81 (ISSN 1299-5495 et 1969-6876, DOI 10.3917/cite.073.0081, lire en ligne, consulté le 14 décembre 2018)
- « Le pouvoir chez Pierre Clastres. Une nouvelle philosophie politique », dans Guillaume Devin, Michel Hastings (dir.), et avec Cécile Gonzalvès, 10 concepts d'anthropologie en science politique, CNRS Éditions, 2018, 248 p. (ISBN 9782271095312)

### Filmographie
- Dans la jungle : docufiction de L. Metterie basé sur une enquête de Camille Froidevaux-Metterie